# Championnat d'Irlande de football 1901-1902
Navigation
Édition précédente Édition suivante
Le douzième championnat d'Irlande de football se déroule en 1901-1902. Le championnat regroupe maintenant 8 clubs irlandais. Deux clubs ont été intégrés dans le championnat : St.Columb's Court de Londonderry et Ulster, un club de Belfast qui fait son retour dans la compétition.
Linfield FC remporte pour la sixième fois le championnat mettant fin à sa plus longue période de disette : 4 ans sans titres. Le club réalise aussi le doublé en remportant la même année la Coupe d’Irlande.

## Les 8 clubs participants
- Belfast Celtic Football Club
- Cliftonville Football Club
- Derry Celtic Football Club
- Distillery Football Club
- Glentoran Football Club
- Linfield Football Club
- St Columb's Court Football Club
- Ulster Football Club

## Classement
| Rang | Équipe            | Pts | J  | G  | N | P  | Bp | Bc | Diff |
| ---- | ----------------- | --- | -- | -- | - | -- | -- | -- | ---- |
| 1    | Linfield FC       | 24  | 14 | 12 | 0 | 2  | 38 | 10 | +28  |
| 2    | Glentoran FC      | 21  | 14 | 10 | 1 | 3  | 43 | 22 | +21  |
| 3    | Distillery FC     | 19  | 14 | 8  | 3 | 3  | 38 | 20 | +18  |
| 4    | Cliftonville FC   | 16  | 14 | 7  | 2 | 5  | 24 | 14 | +10  |
| 5    | Belfast Celtic    | 12  | 14 | 4  | 4 | 6  | 22 | 25 | -3   |
| 6    | Derry Celtic      | 12  | 14 | 5  | 2 | 7  | 23 | 26 | -3   |
| 7    | Ulster Belfast    | 7   | 14 | 2  | 3 | 9  | 22 | 44 | -22  |
| 8    | St.Columb's Court | 1   | 14 | 0  | 1 | 13 | 13 | 62 | -49  |

|  | Champion d'Irlande |
|  | Relégation         |

## Bilan de la saison
| Tableau d'Honneur                 |             |
| Compétition                       | Vainqueur   |
| Championnat d'Irlande de football | Linfield FC |
| Coupe d'Irlande de football       | Linfield FC |

| Promotions et relégations |                   |
| Relégués                  | St.Columb's Court |
| Promus                    | Bohemian FC       |